# Богухвала (гмина)
Богухвала (пол. Boguchwała) — городско-сельская гмина (волость) в Польше, входит как административная единица в Жешувский повет, Подкарпатское воеводство. Население — 20 795 человек (на 2004 год).

## Демография
| Перепись                       | Всего   | Всего | Женщины | Женщины | Мужчины | Мужчины |
| ------------------------------ | ------- | ----- | ------- | ------- | ------- | ------- |
| Единицы                        | человек | %     | человек | %       | человек | %       |
| Население                      | 20 795  | 100   | 10 664  | 51,3    | 10 131  | 48,7    |
| Плотность населения (чел./км²) | 216,2   | 216,2 | 110,9   | 110,9   | 105,3   | 105,3   |

## Соседние гмины
1. Гмина Чудец
2. Гмина Ивежице
3. Гмина Любеня
4. Жешув
5. Гмина Свильча
6. Гмина Тычин